# Residenzpflicht
Residenzpflicht (нем. «обязательное проживание») или резиденсфлихт/резиденцфлихт (употребляется среди русскоязычных жителей ФРГ, общепринято написание на латинице) — юридическое требование, касающееся иностранцев, проживающих в Германии, в частности лиц, ходатайствующих о предоставлении статуса беженца (нем. Asylbewerber), или тех, кому было предоставлено временное пребывание или депортация (нем. Geduldete). Просители убежища должны жить в пределах определённых границ, установленных местным управлением заявителей по делам иностранцев (нем. Ausländerbehörde). 

## Законное основание
Заявители на получение статуса беженца должны постоянно проживать в районе своего местного управления по делам иностранцев (§56 и §85 Закона Германии о рассмотрении дел беженцев - Asylverfahrensgesetz). Иностранцы с отсрочкой депортации, как правило, должны оставаться в пределах границ своей федеральной земли (от небольших городов-государств, таких как Бремен, до более крупных земель, таких как Бавария), и регулируются §61 и §95 Закона о пребывании в Германии (Aufenthaltsgesetz).
Иностранец, нарушивший соответствующее законодательство, может быть подвергнут тюремному заключению или штрафу.

## Политический контекст
Residenzpflicht уникален для Германии. Жалоба 2007 года в Европейский суд по правам человека не была принята к рассмотрению. Несколько организаций по защите прав иммигрантов и беженцев выступают против Residenzpflicht как нарушение основных прав человека.

## Примечание
1. ↑  Sich frei bewegen oder verreisen? Pro Asyl. Дата обращения: 9 октября 2011. Архивировано из оригинала 5 марта 2016 года.
2. ↑  Asylverfahrengsgesetz. AVerG. Дата обращения: 9 октября 2011. Архивировано 27 сентября 2022 года.
3. ↑  Aufenthaltsgesetz. AufG. Дата обращения: 9 октября 2011.
4. ↑  ECHR Decision. Дата обращения: 9 октября 2011. Архивировано 8 ноября 2013 года.
5. ↑  Residenzpflicht. Дата обращения: 27 сентября 2022. Архивировано 27 сентября 2022 года.